# Lies for the Liars
Lies for the Liars är gruppen The Useds tredje studioalbum. Det släpptes 22 maj 2007.

## Spellista
1. The Ripper – 2:56
2. Pretty Handsome Awkward – 3:32
3. The Bird and the Worm – 3:45
4. Earthquake – 3:29
5. Hospital – 2:57
6. Paralyzed – 3:13
7. With Me Tonight – 3:06
8. Wake The Dead – 4:14
9. Find A Way – 3:23
10. Liar, Liar (Burn in Hell) – 2:57
11. Smother Me (Innehåller även dolt spår "Queso") – 6:17

## Singlar
- The Bird and the Worm - 2007
- Liar, Liar (Burn in Hell) - 2007